# 2022년 FIFA 월드컵 심판
다음은 2022년 FIFA 월드컵 심판 목록이다. 참가한 심판은 총 6개 대륙에서 36명의 주심과 69명의 부심으로 구성되어 있다.
월드컵 경기마다 VAR 1명과 AVAR(보조 비디오 심판) 3명이 각각 다른 상황을 책임진다. 이들은 비디오 판독실에서 주심을 지원하는 역할을 수행한다.

## 심판진 목록
| 연맹     | 주심                                         | 부심 | 경기                                                                                             | 대기심 |
| -------- | -------------------------------------------- | --- | ------------------------------------------------------------------------------------------------ | --- |
| AFC      | 압둘라흐만 알자심 (카타르)                   | 탈레브 알마리 (카타르) 사우드 알마칼레 (카타르)                                                                          | 미국–웨일스 (B조) 크로아티아–모로코 (3위 결정전)                                                 | 포르투갈–우루과이 (H조) |
| AFC      | 크리스 비스 (오스트레일리아)                 | 안톤 슈체티닌 (오스트레일리아) 애쉴리 비참 (오스트레일리아)                                                              | 멕시코–폴란드 (C조)                                                                              | |
| AFC      | 알리레자 파가니 (이란)                       | 모함마드레자 만수리 (이란) 모함마드레자 아볼파질 (이란)                                                                  | 브라질–세르비아 (G조) 포르투갈–우루과이 (H조)                                                    | |
| AFC      | 마닝 (중국)                                  | 차오이 (중국) 스샹 (중국)                                                                                                |                                                                                                  | 네덜란드–카타르 (A조) 미국–웨일스 (B조) 프랑스–덴마크 (D조) 스페인–코스타리카 (E조) 카메룬–세르비아 (G조) 카메룬–브라질 (G조)                                                                          |
| AFC      | 모함메드 압둘라 하산 모하메드 (아랍에미리트) | 모하메드 알함마디 (아랍에미리트) 하산 알마흐리 (아랍에미리트)                                                            | 스페인–코스타리카 (E조) 카메룬–세르비아 (G조)                                                    | 잉글랜드–프랑스 (8강전) 아르헨티나–크로아티아 (Semi-finals) |
| AFC      | 야마시타 요시미 (일본)                       | |                                                                                                  | 잉글랜드–미국 (B조) 웨일스–잉글랜드 (B조) 벨기에–캐나다 (F조) 벨기에–모로코 (F조) 캐나다–모로코 (F조) 가나–우루과이 (H조)                                                                              |
| CAF      | 바카리 가사마 (감비아)                       | 엘비스 누페 (카메룬) 마흐무드 아부엘레갈 (이집트)                                                                        | 네덜란드–카타르 (A조)                                                                            | |
| CAF      | 무스타파 고르발 (알제리)                     | 모크란 구라리 (알제리) 압델하크 에치알리 (알제리)                                                                        | 네덜란드–에콰도르 (A조) 오스트레일리아–덴마크 (D조)                                              | 일본–크로아티아 (16강전) 크로아티아–브라질 (8강전) |
| CAF      | 빅터 고메스 (남아프리카 공화국)              | 자켈레 시웰라 (남아프리카 공화국) Souru Phatsoane (레소토)                                                               | 프랑스–오스트레일리아 (D조) 일본–스페인 (E조)                                                    | 네덜란드–아르헨티나 (8강전) |
| CAF      | 마게테 은디아예 (세네갈)                     | 지브릴 카마라 (세네갈) El Hadj Malick Samba (세네갈)                                                                     |                                                                                                  | 웨일스–이란 (B조) 아르헨티나–사우디아라비아 (C조) 오스트레일리아–덴마크 (D조) 일본–코스타리카 (E조) 브라질–세르비아 (G조) 대한민국–포르투갈 (H조)                                                      |
| CAF      | 재니 시카즈웨 (잠비아)                       | 제르송 두스 산투스 (앙골라) Arsénio Marrengula (모잠비크)                                                                | 벨기에–캐나다 (F조)                                                                              | |
| CAF      | 살리마 무칸상가 (르완다)                     | |                                                                                                  | 프랑스–오스트레일리아 (D조) 튀니지–프랑스 (D조) 일본–스페인 (E조) |
| CONCACAF | 이반 바르톤 (엘살바도르)                     | 다비드 모란 (엘살바도르) Zachari Zeegelaar (수리남) (in group stage matches) 캐스린 네스빗 (미국) (in round of 16 match) | 독일–일본 (E조) 브라질–스위스 (G조) 잉글랜드–세네갈 (16강전)                                     | 모로코–포르투갈 (8강전) |
| CONCACAF | 이스마일 엘파트 (미국)                       | Kyle Atkins (미국) Corey Parker (미국)                                                                                   | 포르투갈–가나 (H조) 카메룬–브라질 (G조) 일본–크로아티아 (16강전)                                 | 아르헨티나–프랑스 (결승전) |
| CONCACAF | 마리오 에스코바르 (과테말라)                 | Caleb Wales (트리니다드 토바고) 후안 카를로스 모라 (코스타리카)                                                          | 웨일스–이란 (B조)                                                                                | 아르헨티나–오스트레일리아 (16강전) |
| CONCACAF | 사이드 마르티네스 (온두라스)                 | 왈테르 로페스 (온두라스) 엘피스 라이문도 펠리스 (도미니카 공화국)                                                        |                                                                                                  | 네덜란드–에콰도르 (A조) 폴란드–아르헨티나 (C조) 덴마크–튀니지 (D조) 튀니지–오스트레일리아 (D조) 독일–일본 (E조) 코스타리카–독일 (E조) 스위스–카메룬 (G조) 브라질–스위스 (G조) 잉글랜드–세네갈 (16강전) |
| CONCACAF | 세사르 아르투로 라모스 (멕시코)              | 알베르토 모린 (멕시코) 미겔 에르난데스 (멕시코)                                                                          | 덴마크–튀니지 (D조) 벨기에–모로코 (F조) 포르투갈–스위스 (16강전) 프랑스–모로코 (준결승전)        | |
| CONMEBOL | 하파에우 클라우스 (브라질)                   | 호드리구 피게이레두 (브라질) 다닐루 마니스 (브라질)                                                                      | 잉글랜드–이란 (B조) 캐나다–모로코 (F조)                                                          | 모로코–스페인 (16강전) 크로아티아–모로코 (3위 결정전) |
| CONMEBOL | 안드레스 마톤테 (우루과이)                   | 니콜라스 타란 (우루과이) 마르틴 소피 (우루과이)                                                                          | 크로아티아–캐나다 (F조)                                                                          | 세네갈–네덜란드 (A조) 네덜란드–미국 (16강전) |
| CONMEBOL | 케빈 오르테가 (페루)                         | 미차엘 Orué (페루) 헤수스 산체스 (페루)                                                                                  |                                                                                                  | 카타르–세네갈 (A조) 잉글랜드–이란 (B조) 이란–미국 (B조) 폴란드–사우디아라비아 (C조) 모로코–크로아티아 (F조) 크로아티아–캐나다 (F조) 세르비아–스위스 (G조) 대한민국–가나 (H조) 프랑스–폴란드 (16강전)   |
| CONMEBOL | 페르난도 라팔리니 (아르헨티나)               | 후안 파블로 벨라티 (아르헨티나) 디에고 본파 (아르헨티나)                                                                 | 모로코–크로아티아 (F조) 세르비아–스위스 (G조) 모로코–스페인 (16강전)                             | |
| CONMEBOL | 파쿤도 테요 (아르헨티나)                     | 에세키엘 바라일로프스키 (아르헨티나) 가브리엘 차데 (아르헨티나)                                                          | 스위스–카메룬 (G조) 대한민국–포르투갈 (H조) 모로코–포르투갈 (8강전)                              | |
| CONMEBOL | 헤수스 발렌수엘라 (베네수엘라)               | 호르헤 우레고 (베네수엘라) Tulio 모레노 (베네수엘라)                                                                     | 잉글랜드–미국 (B조) 프랑스–폴란드 (16강전)                                                       | 프랑스–모로코 (준결승전) |
| CONMEBOL | 위우통 삼파이우 (브라질)                     | 브루누 보스킬리아 (브라질) 브루누 피리스 (브라질)                                                                        | 세네갈–네덜란드 (A조) 폴란드–사우디아라비아 (C조) 네덜란드–미국 (16강전) 잉글랜드–프랑스 (8강전) | |
| OFC      | 매슈 콩거 (뉴질랜드)                         | 마크 룰 (뉴질랜드) 테비타 마카시니 (통가)                                                                                | 튀니지–프랑스 (D조)                                                                              | |
| UEFA     | 이슈트반 코바치 (루마니아)                   | 오비디우 아르테네 (루마니아) 바실레 마리네스쿠 (루마니아)                                                                |                                                                                                  | 카타르–에콰도르 (A조) 에콰도르–세네갈 (A조) 아르헨티나–멕시코 (C조) 사우디아라비아–멕시코 (C조) 스페인–독일 (E조) 크로아티아–벨기에 (F조) 우루과이–대한민국 (H조) 포르투갈–스위스 (16강전)             |
| UEFA     | 다니 마켈리 (네덜란드)                       | 헤설 스테이흐스트라 (네덜란드) 얀 더 프리스 (네덜란드)                                                                   | 스페인–독일 (E조) 폴란드–아르헨티나 (C조)                                                        | |
| UEFA     | 시몬 마르치니아크 (폴란드)                   | 파베우 소콜니츠키 (폴란드) 토마시 리스트키에비치 (폴란드)                                                                | 프랑스–덴마크 (D조) 아르헨티나–오스트레일리아 (16강전) 아르헨티나–프랑스 (결승전)                | |
| UEFA     | 안토니오 마테우 라오스 (스페인)              | 파우 세브리안 데비스 (스페인) 로베르토 디아스 페레스 델 팔로마르 (스페인)                                                | 카타르–세네갈 (A조) 이란–미국 (B조) 네덜란드–아르헨티나 (8강전)                                  | |
| UEFA     | 마이클 올리버 (잉글랜드)                     | 스튜어트 버트 (잉글랜드) 사이먼 베넷 (잉글랜드) (in group stage matches) 게리 베스윅 (잉글랜드) (in quarter-finals)      | 일본–코스타리카 (E조) 사우디아라비아–멕시코 (C조) 크로아티아–브라질 (8강전)                      | |
| UEFA     | 다니엘레 오르사토 (이탈리아)                 | 치로 카르보네 (이탈리아) 알레산드로 잘라티니 (이탈리아)                                                                  | 카타르–에콰도르 (A조) 아르헨티나–멕시코 (C조) 아르헨티나–크로아티아 (준결승전)                   | |
| UEFA     | 다니엘 지베르트 (독일)                       | 라파엘 폴틴 (독일) 얀 자이델 (독일)                                                                                      | 튀니지–오스트레일리아 (D조) 가나–우루과이 (H조)                                                  | |
| UEFA     | 앤서니 테일러 (잉글랜드)                     | 게리 베스윅 (잉글랜드) 애덤 넌 (잉글랜드)                                                                                | 대한민국–가나 (H조) 크로아티아–벨기에 (F조)                                                      | |
| UEFA     | 클레망 튀르팽 (프랑스)                       | 니콜라 다노 (프랑스) 시릴 그랭고르 (프랑스)                                                                              | 우루과이–대한민국 (H조) 에콰도르–세네갈 (A조) 브라질–대한민국 (16강전)                           | |
| UEFA     | 슬라브코 빈치치 (슬로베니아)                 | 토마시 클란치니크 (슬로베니아) 안드라시 코바치치 (슬로베니아)                                                            | 아르헨티나–사우디아라비아 (C조) 웨일스–잉글랜드 (B조)                                            | 브라질–대한민국 (16강전) |
| UEFA     | 스테파니 프라파르 (프랑스)                   | 네우자 바크 (브라질) 카렌 디아스 메디나 (멕시코)                                                                         | 코스타리카–독일 (E조)                                                                            | 멕시코–폴란드 (C조) 포르투갈–가나 (H조) |

## 비디오 판독심
FIFA는 2022년 5월 19일에 비디오 판독심(VAR) 24명을 지명했다고 발표했다.
| 연맹     | Video assistant referee                   |
| -------- | ----------------------------------------- |
| AFC      | 압둘라 알마리 (카타르)                    |
| AFC      | 무하맛 타키 (싱가포르)                    |
| AFC      | 숀 에번스 (오스트레일리아)                |
| CAF      | 레두안 지예드 (모로코)                    |
| CAF      | 아딜 주라크 (모로코)                      |
| CONCACAF | 드루 피셔 (캐나다)                        |
| CONCACAF | 페르난도 게레로 (멕시코)                  |
| CONCACAF | 아르만도 빌라리얼 (미국)                  |
| CONMEBOL | 훌리오 바스쿠냔 (칠레)                    |
| CONMEBOL | 니콜라스 가요 (콜롬비아)                  |
| CONMEBOL | 레오단 곤살레스 (우루과이)                |
| CONMEBOL | 후안 소토 (베네수엘라)                    |
| CONMEBOL | 마우로 비글리아노 (아르헨티나)            |
| UEFA     | 제롬 브리자르 (프랑스)                    |
| UEFA     | 바스티안 당케르트 (독일)                  |
| UEFA     | 리카르도 데 부르고스 벵고에체아 (스페인)  |
| UEFA     | 마르코 프리츠 (독일)                      |
| UEFA     | 알레한드로 에르난데스 에르난데스 (스페인) |
| UEFA     | 마시밀리아노 이라티 (이탈리아)            |
| UEFA     | 토마시 크비아트코프스키 (폴란드)          |
| UEFA     | 후안 마르티네스 무누에라 (스페인)         |
| UEFA     | 브누아 미요 (프랑스)                      |
| UEFA     | 파올로 발레리 (이탈리아)                  |
| UEFA     | 폴 판 부컬 (네덜란드)                     |